# Sankt Mortens Sogn (Næstved)
 For alternative betydninger, se Sankt Mortens Sogn. (Se også artikler, som begynder med Sankt Mortens Sogn)
Sankt Mortens Sogn er et sogn i Næstved Provsti (Roskilde Stift).
Sankt Mortens Sogn lå i Næstved Købstad, som geografisk hørte til Tybjerg Herred i Præstø Amt. Ved kommunalreformen i 1970 blev Næstved Købstad kernen i Næstved Kommune.
I Sankt Mortens Sogn ligger Sankt Mortens Kirke. Sankt Jørgens Kirke blev indviet i 1978, og i 1979 blev Sankt Jørgens Sogn udskilt fra Sankt Mortens Sogn.
I sognet findes følgende autoriserede stednavne:
- Kobberbakken (bebyggelse)
- Uglehuse (bebyggelse)
- Ydernæs (areal, bebyggelse, ejerlav)
- Åderup (bebyggelse, ejerlav)